# Ester Aparecida dos Santos
Ester Aparecida dos Santos (sinh ngày 9 tháng 12 năm 1982), thường được gọi là Ester, là một cầu thủ bóng đá người Brasil. Cô hiện đang chơi trong vai trò của một "Volante" (tiền vệ phòng thủ) cho BV Cloppenburg của Đức. Ester là một thành viên của đội tuyển bóng đá nữ quốc gia Brasil, kết thúc với tư cách là đội á quân trong Giải vô địch bóng đá nữ thế giới 2007 và Thế vận hội Mùa hè 2008.

## Sự nghiệp
Ester bắt đầu chơi bóng như bao đứa trẻ khác trong khu phố của mình gần sân bay quốc tế São Paulo-Guarulhos. Cô ký hợp đồng với Clube Atlético Juventus sau một kỳ kiểm tra kỹ năng, sau đó chuyển sang Santos FC..
Năm 2007, Ester chơi cho CEPE-Caxias ở Rio de Janeiro. Cô tái gia nhập Santos vào tháng 1 năm 2008, sau mùa giải thành công của cô.
Trong Dự thảo Quốc tế WPS năm 2008, Ester được Sky Blue FC chọn cùng với cầu thủ người đồng hương Rosana, nhưng không tham gia vào đội này. Thay vào đó Ester tìm thấy thành công tại giải đấu Copa Libertadores Femenina với đội bóng Santos trong năm 2009 và 2010.
Ester là một thành viên của một đội Brasil tại giải bóng đá vô địch Nga WFC Rossiyanka vào năm 2012, chơi trong trận thua tại Giải Bóng đá Nữ Vô địch Câu lạc bộ châu Âu trước đối thủ là Turbine Potsdam.
Vào năm 2013, Ester có tổng cộng 10 lần ra sân FA WSL cho Chelsea, trước khi chuyển đến chơi cho câu lạc bộ Bundesliga mới được thăng chức BV Cloppenburg vào tháng 9 năm 2013 với 3 trận còn lại trong mùa giải của Anh. Người quản lý của Chelsea, Emma Hayes, đã bán Sofia Jakobsson cho đội tuyển Đức cùng một lúc.